# Anthrobia acuminata
Anthrobia acuminata är en spindelart som först beskrevs av James Henry Emerton 1913.  Anthrobia acuminata ingår i släktet Anthrobia och familjen täckvävarspindlar. Inga underarter finns listade i Catalogue of Life.